# إدمان

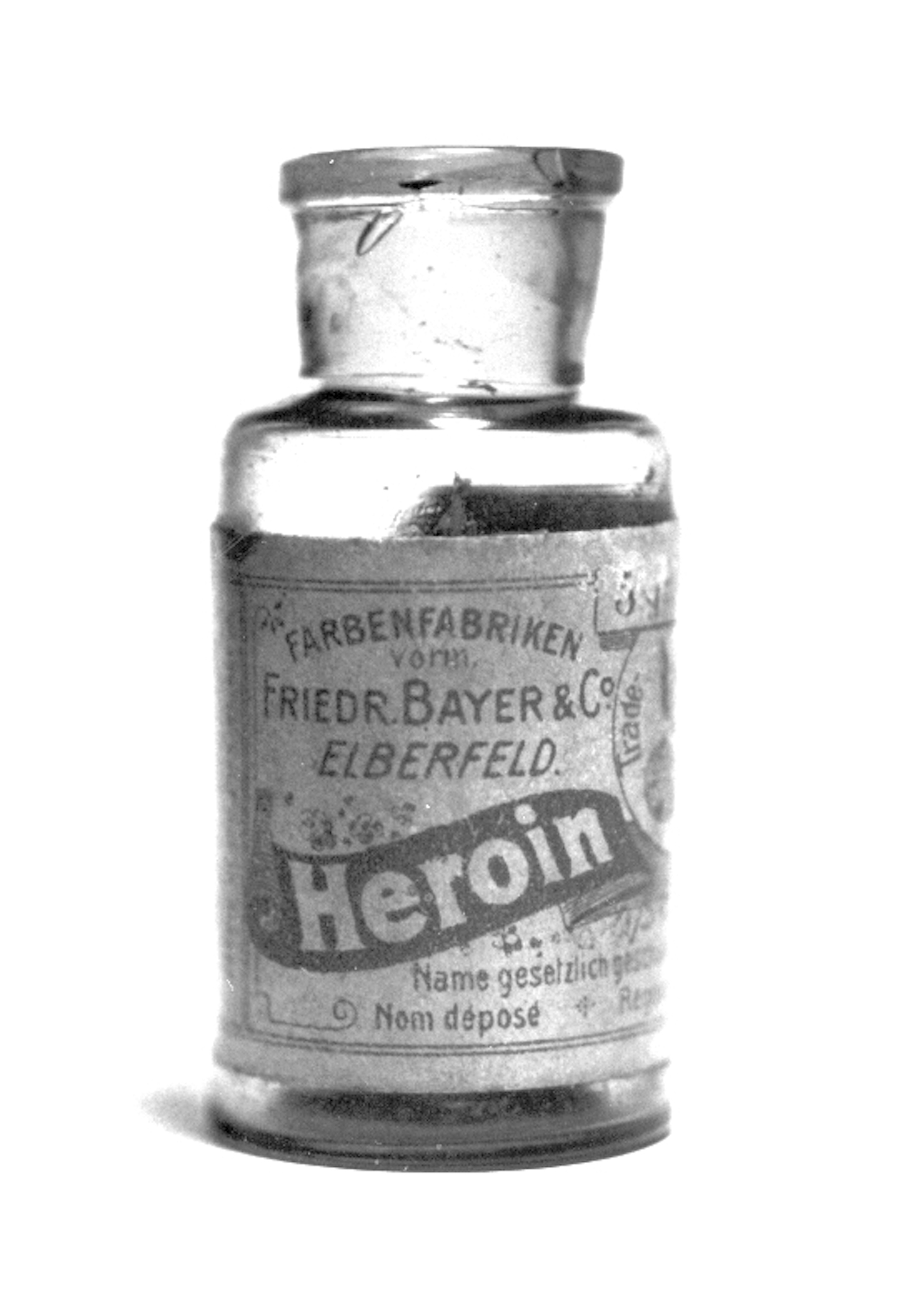
زجاجة تحتوى على مخدر الهروين.

الإدمان هو اضطراب في الدماغ يتسم بارتباط قهري بمحفزات نظام المكافأة في الدماغ بالرغم من النتائج الضارة.رغم تورط عدد من العوامل النفسية والاجتماعية في الإدمان، إلا أن العملية الحيوية (البيولوجية) - العملية التي يسببها التعرض المتكرر لمحفز للإدمان - هي العلة المرضية الأساسية التي تدفع تطور الإدمان واستمراره. السمتان المميزتان لجميع محفزات الإدمان هما: التعزيز (أي أن المحفز يزيد احتمال سعي الشخص إلى التعرض المتكرر له)، ومكافئ في ذاته (أي يُنظر إلى المحفز على أنه بطبيعته إيجابي ومرغوب وممتع).
الإدمان هو اضطراب في نظام المكافآت في الدماغ ينشأ من خلال آليات النسخ وعلم التخلُق، ويتطور مع مرور الوقت نتيجة التعرض المزمن بمستويات عالية لمحفز للإدمان (مثل تناول الطعام، واستخدام الكوكايين، والانخراط في النشاط الجنسي، والمشاركة في الأنشطة الثقافية التشويقية مثل لعب القمار، وما إلى ذلك).

## مرض الإدمان
يجعل الشخص المدمن يفكر بطريقة معينة تجعله دائمًا يشعر بالنقص ويشعر بالخوف والقلق والاكتئاب ويحتقر نفسه، يشعر أنه أقل ممن حوله مما يجعله بطريقة غير واعية ينظر أو يتعامل مع المجتمع حوله بنظره أو بطريقة معادية.
ويوجد نوعين من الإدمان هما الإدمان الجسمي والإدمان النفسي
- الإدمان الجسمي: يحس المدمن بأعراض جسمانية في أعضاء جسمه المختلفة عند الإيقاف المفاجئ للدواء أو عند الانقطاع الغير متدرج.

ويحصل الاعتماد الجسمي عند استخدام المسكنات المركزية لفترة طويلة بغض النظر عن وجود الألم أو عدمه، إن حدوث الاعتماد الجسمي أمر متوقع في التعاطي للمادة الطويل الأمد كما يحدث تمامًا مع زمر أخرى كحاصرات بيتا أو الكورتيزونات يظهر عند الانقطاع المفاجئ للدواء المسكن أعراض قمه ورعاش وألم بطني وزيادة في ضغط الدم وتعرق وتبدأ الأعراض الانسحابية الجسمية بعد توقف المتعاطي للمخدر عن تناوله للجرعة المعتادة ويكون ذلك بعد يوم واحد كحد أدنى حتى عشرة أيام.
وينصح بالوقف التدريجي للمسكنات أسوةً بالكورتيزونات تجنبًا لأعراض الانسحاب.
- التحمل Tolerance  : يصف هذا المصطلح حالة توقف المسكن عن إعطاء التسكين بنفس الدرجة السابقة ويحصل التحمل عند معظم مرضى الإدمان وبسببه يحتاج المريض إلى زيادة الجرعة وقد اختلف الخبراء في تفسير هذه الظاهرة هل هي بسبب تغير في المستقبلات أو الحرائك الدوائية أو بسبب عوامل أخرى ويعتبر التحمل من الأعراض الرئيسية للإدمان والدليل على ذلك ان المرضى الذين يتلقون المسكنات من مشتقات الافيون لأسباب علاجية وليس بسبب الإدمان (مثل المصابين بالسرطان) لا يحتاجون لزيادة جرعة المسكن على العكس من المدمنين على نفس المادة

الاعتماد والإدمان لمادة مخدرة يشمل آليتين:
1. آلية مكافأة دماغية عامة
2. وتغيرات خلوية وجزيئية أطول أمدًا

ويعتبر مرضًا دماغيًا نكوسًا ومزمنًا يمكن تجنبه، ولهذا يعد مشكلة صحية عامة.
- يقل الاهتمام حاليًا بالاعتماد النفسي والجسدي المتمثل بتناذر سحب الدواء في استيعاب قضية الإدمان، مقابل الاهتمام بالسلوك العدواني وسوء استعمال الدواء المخدر غير المضبوط، إن مكونات أنواع الإدمان الصعبة تحتاج إلى تعميق الاستكشاف والفهم من الناحية العصبية وغير العصبية، بما فيها: التكيف المعاكس، والتحسيس، والامتناع، وسورات الرغبة، والنكس.

وهذا الأمر ممكن بالاستعانة بالتصوير المتطور والتقنيات الوراثية
والنماذج الحيوانية للإدمان مع الدراسات البشرية ذات الصلة

## أعراض الإدمان
هناك بعض الأعراض التي تعتبرها بعض المراكز العلاجية أعراض واضحة للإصابة بالإدمان وتستخدم في تحديد المصابين ومنها

### العزلة والوحدة
نتيجة إدمان الشخص تقل مهاراته الاجتماعية ويلجأ إلى العزلة والوحدة لهروبه من المواجهة والاندماج وسط المجتمع لاختلافه في الفكر والأسلوب والكلام والاهتمامات عنهم فيلجأ إلى الجلوس بمفرده.

### الانكار
هو إنكار واقع إدمانه وأنه ليس لديه أي مشكلة مع المخدرات رغم عدم قدرته على الامتناع وإنكار ما وصلت إليه حالته من مشاكل نتيجة المخدرات.

### التبرير
وهو التبرير المستمر لما وصل إليه بسبب المشاكل والظروف المحيطة وإلقاء المسؤولية على من حوله دائمًا لتبرير إدمانه ويلعب دور المظلوم غالبًا.

### الإنحلال الاخلاقي
وعندها يصبح المدمن مستعدًا لفعل كل ما يلزم للحصول على كمية صغيرة من المخدرات حتى أنه مستعد لعمل بعض الأشياء غير الاخلاقية والمخالفة للقانون وهنا تكمن خطورته وتنعدم لديه المبادئ بشكل كلي.

### التدهور
تتدهور حالة المدمن بمرور الوقت ويتزايد إدمانه ومعدل تعاطيه للمواد المخدرة وتسوء حالته من يوم إلى آخر.

### الاستبدال
يحاول المدمن استبدال المخدر بمخدر أقل منه في الضرر لاعتقاده أن ذلك حل للمشكلة ولكنه بمرور الوقت يتعاطى مخدره الأساسي إضافة إلى ذلك المخدر.

### الاحراج
يصاب المدمن بالإحراج نتيجة إدمانه وتعرضه للمواقف المختلفة ويكون أسلوبه في التعامل إما بالهروب أو استخدام العنف.

### الإحساس بالذنب
يصاب المدمن بذلك الإحساس نتيجة أفعاله والخسائر التي وقعت له ولمن حوله من أسرة وأصدقاء رغم أنه لا يستطيع فعل شيء تجاه ذلك.

## أثر الإدمان الاقتصادي والاجتماعي
- من ناحية المشكلة اجتماعية:

إن اجتماعيات استعمال المخدرات يجب أن تركز على عدة أبعاد اجتماعية مهمة بما فيها:
- الشدة النفسية /الكرب/
- الفقر
- العنف المنزلي والاجتماعي
- والأمراض المختلفة التي تنتشر بالتعاطي والإدمان

كلفة الإدمان كبيرة على المستوى الاقتصادي والاجتماعي فالإدمان لا
يزال من أهم القضايا الصحية، ويكلف الولايات المتحدة مليارات الدولارات في عدد من المجالات ومنها:
- تكاليف الرعاية الصحية

قدرت كلفة إدمان الكحول والمخدرات عام 1992 بحوالي 246 مليار $
والكحول وحده كلف 148 مليار $ ، وكلفة المخدرات وإدمان الأدوية 98 مليار $، قدرت كلفة حوادث السير الناجمة عن الكحول بـ 27.4مليار $ زيادة عبء معالجة المدمنين على الرعاية الصحية 18.8 مليار $ لمشاكل الكحول وتكلف خدمات علاج إدمان المدمنين وتأهيلهم 5.6مليار $ أما كلفة علاج الحالات الصحية الناجمة عن الكحول 13.2 مليار $، كما قدرت كلفة تناذر الكحول الجنيني بواحد مليار $ حيث يعيش هذا الولد (لأم مدمنة كحول) متخلف عقليًا.
- تقرير (داون) شبكة التحذير من المخدرات الأمريكية

يقدر تقرير شبكة الترصد داون بوجود 1.449.154 حالة إدخال لقسم
الإسعاف مرتبطة بسوء استعمال الأدوية -مخدرات- أو خطأ الاستعمال
وتصنف هذه الزيارات لقسم الإسعاف حسب ما يلي
1. 31% مخدرات غير شرعية فقط
2. 27% أدوية فقط
3. 7% كحول فقط لمرضى دون 21 عامًا
4. 14% مخدرات غير شرعية مع كحول
5. 10% كحول مع أدوية
6. 8% مخدرات غير شرعية مع أدوية
7. 4% مخدرات غير شرعية مع أدوية ومع كحول
8. 35% من الحالات كان الكحول موجودًا كجزء من المشكلة
9. 49% من الحالات ارتبطت بالأدوية النظامية -الأدوية التي يبيعها الصيادلة،

هذا يضع على كاهل الصيادلة مسؤولية مضاعفة في قضية الإدمان
وكانت 55% من الحالات لأدوية متعددة وأهم الأدوية هي المسكنات
الأفيونية، وأشار التقرير إلى زيادة 21% في سوء استعمال الأدوية
النظامية خلال عام واحد.
- انخفاض أو انعدام الإنتاجية

قدرت كلفة انخفاض الإنتاجية 67.7 مليار $ بسبب الكحول وحدها (عمل لم ينفذ، عمل منزلي لم يمارس)

## أثر الإدمان الاجتماعي
- وفاة العائل

من أثر الإدمان الاجتماعي وفاة المدمن وبالتالي فقد أسرته لمصدر رزقها في عام 1992 قدر عدد الوفيات بسبب الكحول بـ 107.400 ومعظمها كان لمدمنين بين 20 و40 عامًا
- أثر الإدمان في زيادة الجريمة

قدرت كلفة ازدياد الجريمة المرتبطة بالكحول حوالي 19.7 مليار $
وقدر أن الكحول مسؤول عن 25 إلى 30% من الجرائم العنيفة
كان إدمان الكحول والمخدرات وحده سببا كافيا لحصول المواطن الأمريكي على مساعدة حكومية (مالية) وحاليًا ألغي هذا الإجراء.
معظم تكلفة الكحول والمخدرات على المجتمع يتحملها أناس غير مدمنين
- ترافق الإدمان مع اضطرابات أخرى كالقمار

وهذا الارتباط الذي ثبت بالإحصاء بين الخمر والقمار يذكرنا بالآية الكريمة: (إنما الخمر والميسر والأنصاب والأزلام رجس من عمل الشيطان)، والآية (ويسألونك عن الخمر والميسر قل فيهما إثم كبير)
- نشرت منظمة الصحة العالمية مؤخرًا دراسات أكدت أن الدول الفقيرة يصرف المواطن فيها حصة كبيرة من دخله على الخمر مقارنة بالدول المتقدمة وأنه يشرب الخمر أكثر من نظيره الغربي ويعاني أكثر من ويلاتها كالعنف الأسري والجريمة
- ملاحظة:

حسب تعريف المادة الخاضعة لقانون المخدرات الأمريكي (مادة منبهة أو مثبطة قد تؤذي مستخدمها أو المجتمع) يدخل الكحول فيها كمادة مخدرة لكن القوانين الأخرى استثنته من الحكم.
- توزع الإدمان حسب عدد المتعاطين

أكثر أنواع الإدمان انتشارًا في المجتمع الإدمان الكحولي ويليه إدمان الحشيش أو الماريجوانا ثم يأتي بعد ذلك بقية أنواع المخدرات وهي كثيرة.
هذا طبعا بالنسبة للمجتمعات الغربية والتي يبلغ فيها نسبة استعمال الكحول لقرابة 90% من الناضجين ولذلك يرتفع فيها بالتبعية نسبة الإدمان على المادة حيث ينظر لها على أنها مادة مشروع تعاطيها ولكن بالنسبة للمجتمعات العربية المسلمة فان الحشيش هو المادة الأكثر استعمالا ويليها المواد المنشطة

## أثر الإدمان على الأطفال والمراهقين
من أضرار المخدرات والكحول والدخان الكثيرة على حياة الأطفال
والمراهقين
- ولادة الأطفال مدمنين على المخدرات أو متأذين بالتعرض للكحول وهم في أرحام أمهاتهم،
- ثم يعيشون بعد ذلك في فقر وفوضى اجتماعية مع الإهمال والاعتداءات

والتشرد لأن آباءهم يعانون من المخدرات أو الإدمان الكحولي،
- ثم التسرب من التعليم
- واحتمالات متزايدة للأمراض النفسية
- وهم عرضة أكثر من غيرهم ليكونوا ضحايا العنف والحوادث وأذى الذات
- وأولاد المدمنين هم المرشحون الأوائل لدخول عالم الإدمان على النيكوتين والخمر والمخدرات فالبيئة مشجعة والمواد متوفرة وتقليد الكبار والأصدقاء يسير في هذا الاتجاه
- وجدير بالذكر أن الاستعمال المؤقت /التعاطي/ يشترك مع الإدمان في الأضرار

## تأثير الصحبة السيئة
أثر الصحبة على بداية الإدمان والانتهاء منه يتوافق المرشدون جميعًا من مختلف المدارس الفكرية والسلوكية على أهمية تأثير الأصحاب على السلوك المنحرف وهذه قضية حيوية وبالأخص في المدارس الإعدادية
والثانوية لأن الإدمان الذي يبدأ قبل الخامسة عشرة هو أخطر أنواع الإدمان.
وأهم تعديل سلوكي لمن يريد ترك المخدرات هو ترك صحبة السوء وهو أمر كالفطام بالنسبة للطفل

## الإيدز والمخدرات

قد يستغرب البعض وجود صلة بين المخدرات والخمر وبين مرض الإيدز، والصلة بين الخمر والمخدرات وبين الإيدز تكمن في أنهما يشجعان السلوك الخطر الذي يجلب الإصابة بالإيدز

مستخدم المخدرات قد يشارك أصدقاءه الإبر أو أدوات أخرى
لتناول المخدرات كالقطن مثلًا، وقد ثبت أن استعمال المخدرات له الدور الأهم كعامل مفرد في انتشار الإيدز في الولايات المتحدة حاليًا بحسب بيانات وفرها المعهد الوطني للمخدرات

ووجد أن مرضى الإيدز الكحوليين أقل استفادة من العلاج بسبب من
تأثير الكحول المباشر على نجاعة العلاج، وبسبب فرعي هو قلة الوعي عند الكحولي لأهمية التداوي والانتظام بأخذ الدواء وتوجه مدخراته نحو الخمر

## الزواج والإدمان
الزواج من عوامل الاستقرار التي تقلل من نسب حدوث الإدمان فالمتزوجون عمومًا أقل إدمانًا وأفضل التزامًا بالعلاج إن أدمنوا، وأقل نكسًا بعد العلاج  في عام 2005 كان أكثر من نصف إدخالات المدمنين للعلاج 52 بالمائة غير متزوجين البتة، أعمارهم بين 25 و44 عامًا ويوجد نسبة 28 بالمائة ممن سبق له الزواج، و20 بالمائة كانوا متزوجين، وبالمقابل على مستوى الولايات المتحدة ككل فإن معطيات إحصاء Census سنة 2000 لهذا المجال العمري، أظهر 25 بالمائة غير متزوجين البتة، و14 بالمائة سبق لهم الزواج، و61 بالمائة متزوجين، وكانت نسبة الداخلين للمعالجة المقرين باستعمال المادة بشكل يومي أكبر في الذين لم يتزوجوا البتة مقابل المتزوجين سابقًا أو المتزوجين حاليًا فكانت 44 بالمائة مقابل 39 بالمائة و36 بالمائة على التوالي، والمعالجون ممن لم يتزوج البتة أبدى احتمال أكبر لوجود قصة علاج إدمان مكثف سابق واحتمالية أقل لدخول العلاج لأول مرة من غيره/المتزوج أو المتزوج سابقًا/ في الفئة العمرية من 25 إلى 44 عامًا

## الحرب على المخدرات
الحرب على المخدرات هو مصطلح أمريكي يستعمل بشكل واسع في حملات مكافحة المخدرات، وتشمل التشريعات والقوانين والإجراءات والعمليات الأمنية التي تهدف للحد من إنتاج وتوزيع واستهلاك المخدرات والعقاقير غير المشروعة.

وقد شاع هذا المصطلح من قبل وسائل الإعلام بعد وقت قصير من مؤتمر صحفي عقده الرئيس الأمريكي ريتشارد نيكسون يوم 18 يونيو 1971، بعد يوم من نشره رسالة خاصة إلى الكونغرس الأمريكي لمكافحة تعاطي المخدرات أعلن خلالها أن «المخدرات هي عدو الأول للشعب الأمريكي»

في يونيو 2011، أصدرت لجنة أطلقت على نفسها اللجنة العالمية لسياسة المخدرات تقريرًا حاسمًا عن الحرب على المخدرات، معلنة أن: «الحرب العالمية على المخدرات قد فشلت، مع عواقب وخيمة على الأفراد والمجتمعات في جميع أنحاء العالم بعد خمسين عاما على بدء اتفاقية للأمم المتحدة المعنية بالمخدرات وبعد سنوات من إطلاق الرئيس نيكسون الحرب على المخدرات، وهناك حاجة ماسة إلى إصلاحات جوهرية وإلى سياسات وطنية وعالمية لمكافحة المخدرات.»

وتنفق الولايات المتحدة ما يقارب 50 مليار سنويًا في هذه الحرب.

## الآليات

### تحسس المكافأة
| الجين المستهدف | التعبير المستهدف | التأثيرات العصبية | التأثيرات السلوكية                    |
| -------------- | ---------------- | --- | ------------------------------------- |
| FOS            | ↓                | مفتاح جزيئي يمكِّن من التعبير المزمن عن Δفوسبِ                                                                                               | –                                     |
| دينورفين       | ↓                | · تنظيم بالإنقاص لحلقة التغذية الراجعة الخاصة بمستقبل الأفيونيد κ                                                                         | · زيادة في مكافأة العقار.             |
| NF-κB          | ↑                | · توسيع عمليات التغصن في النواة المتكئة · استجابة التهابية بواسطة NF-κB في النواة المتكئة · استجابة التهابية بواسطة NF-κB في الجسم المخطط | · زيادة في مكافأة العقار. · تحسس حركي |
| GluR2          | ↑                | · انخفاض التحسس للغلوتامات | · زيادة في مكافأة العقار.             |
| سيديكاي 5      | ↑                | · فسفرة بروتين GRIA1 [الإنجليزية] المشكبي · توسيع عمليات التغصن في النواة المتكئة                                                         | انخفاض في مكافأة العقار. (تأثير صافٍ)  |

تحسس أو تحسيس المكافأة (بالإنجليزية: Reward sensitization)‏ هي عملية تؤدي إلى زيادة مقدار المكافأة (وخاصة التميز المرغب) التي يعينها الدماغ لمنبه مكافئ (مثال: عقار). بعبارة بسيطة، عندما يحدث تحسس مكافأة لمنبه معين كعقار مثلا، فإن "رغبة" الفرد أو "ابتغاءه" للحافز ذاته والإلماعات المرتبطة به تزداد. يحدث تحسس المكافأة عادة بعد التعرض لمستويات عالية من المنبه لمدة طويلة. وقد تبين أن التعبير عن Δفوسبِ في العصبونات الشوكية المتوسطة من النوع د1 في النواة المتكئة ينظم بشكل مباشر وإيجابي تحسس المكافأة الخاص بالعقاقير والمكافآت الطبيعية.
"الابتغاء المحدَث بالإلماع" أو "الرغبة المستحثة بالإلماع" -هيئة من الاشتهاء تحدث عند الإدمان- مسؤولة على معظم السلوكات القهرية التي يُظهرها الأفراد المصابون بالإدمان. أثناء تطور الإدمان، يسبب الارتباط المتكرر بين المنبهات المحايدة وحتى غير المكافئة وتعاطي العقار حدوث عملية تعلم ارتباطي تجعل المنبهات السابقة المحايدة تعمل كمعززات إيجابية شرطية لتعاطي العقار الإدماني ( تبدأ هذه المنبهات في العمل كإلماعات للعقار). بصفتها معززات إيجابية شرطية لتعاطي العقار، يُعين الدماغ لهذه المنبهات المحايدة سابقا تميزا مرغبا -يتجلى على هيئة اشتهاء يبلغ أحيانا مستويات عالية إمراضية بسبب تحسس المكافئة- يمكن أن ينتقل إلى المعزز الرئيسي (وهو تعاطي العقار المسبب للإدمان) الذي كان مرتبطا به في البداية.
تشير الأبحاث حول التآثرات بين المكافآت الطبيعية والعقارية إلى أن المنبهات النفسية دوبامينية الفعل (مثل الأمفيتامين) والسلوك الجنسي تعمل على آليات جزيئية مماثلة لإحداث التعبير عن Δفوسبِ في النواة المتكئة وتمتلك تأثير تحسس مكافأة عابر ثنائي الاتجاه والذي يتواسطه Δفوسبِ. على خلاف تأثير التحسس الخاص بـΔفوسبِ، يخفض النشاط النسخي الخاص بـCREB من حساسية المستخدم للتأثيرات المكافئة الخاصة بالمادة. نسخ CREB في النواة المتكئة له دور في الاعتماد النفسي وأعراض نقص المتعة أو الحافز أثناء انسحاب العقار.
| هيئة اللدونة العصبية أو اللدونة السلوكية                                     | نوع المعزز                                           | نوع المعزز                                  | نوع المعزز                | نوع المعزز            | نوع المعزز                 | نوع المعزز | المصادر |
| هيئة اللدونة العصبية أو اللدونة السلوكية                                     | الأفيونات                                            | المنبهات النفسية                            | طعام غني بالدهون أو السكر | الجماع                | التمارين الرياضية (هوائية) | إثراء بيئي | المصادر |
| ---------------------------------------------------------------------------- | ---------------------------------------------------- | ------------------------------------------- | ------------------------- | --------------------- | -------------------------- | ---------- | ------- |
| التعبير عن Δفوسب في العصبونات الشوكية المتوسطة من النوع 1 في النواة المتكئة. | ↑                                                    | ↑                                           | ↑                         | ↑                     | ↑                          | ↑          | [ 6 ]   |
| لدونة سلوكية                                                                 |                                                      |                                             |                           |                       |                            |            |         |
| زيادة التعاطي                                                                | نعم                                                  | نعم                                         | نعم                       |                       |                            |            | [ 6 ]   |
| التحسس العابر للمنبه النفسي                                                  | نعم                                                  | غير قابل للتطبيق                            | نعم                       | نعم                   | موهّن                       | موهّن       | [ 6 ]   |
| الإعطاء الذاتي للمنبه النفسي                                                 | ↑                                                    | ↑                                           | ↓                         |                       | ↓                          | ↓          | [ 6 ]   |
| تفضيل المكان المشروط للمنبه النفسي                                           | ↑                                                    | ↑                                           | ↓                         | ↑                     | ↓                          | ↑          | [ 6 ]   |
| إعادة سلوك السعي خلف المخدرات                                                | ↑                                                    | ↑                                           |                           |                       | ↓                          | ↓          | [ 6 ]   |
| لدونة كيميائية عصبية                                                         |                                                      |                                             |                           |                       |                            |            |         |
| فسفرة CREB في النواة المتكئة                                                 | ↓                                                    | ↓                                           | ↓                         |                       | ↓                          | ↓          | [ 6 ]   |
| استجابة دوبامين محسسة في النواة المتكئة                                      | لا                                                   | نعم                                         | لا                        | نعم                   |                            |            | [ 6 ]   |
| تأشير بالدوبامين معدّل في الجسم المخطط                                        | ↓مدد2، ↑مدد3                                         | ↑مدد1، ↓مدد2، ↑مدد3                         | ↑مدد1، ↓مدد2, ↑مدد3       |                       | ↑مدد2                      | ↑مدد2      | [ 6 ]   |
| تأشير أفيوني معدّل في الجسم المخطط                                            | لا تغيير ↑مستقبلات الأفيونيد μ ↑مستقبلات الأفيونيد κ | ↑مستقبلات الأفيونيد μ ↑مستقبلات الأفيونيد κ | ↑مستقبلات الأفيونيد μ     | ↑مستقبلات الأفيونيد μ | لا تغيير                   | لا تغيير   | [ 6 ]   |
| تغيّرات في الببتيدات الأفيونيدية بالجسم المخطط                                | ↑دينورفين لا تغيير: إنكيفالين                        | ↑دينورفين                                   | ↓إنكيفالين                |                       | ↑دينورفين                  | ↑دينورفين  | [ 6 ]   |
| اللدونة المشبكية الوسطية القشرية الطرفية                                     |                                                      |                                             |                           |                       |                            |            |         |
| عدد الزوائد الشجرية في النواة المتكئة                                        | ↓                                                    | ↑                                           |                           | ↑                     |                            |            | [ 6 ]   |
| كثافة الشوكات التغصنية في النواة المتكئة                                     | ↓                                                    | ↑                                           |                           | ↑                     |                            |            | [ 6 ]   |

## هوامش
1. ↑  بعبارة أخرى، يسمح تثبيط التعبير عن FOS بالتراكم السريع لـΔفوسبِ داخل العصبونات الشوكية المتوسطة من النوع د1 في النواة المتكئة، وذلك لأنه يُعبر عنه انتقائيا في هذه الحالة.[8] قبل تثبيط FOS، جميع عائلة بروتينات Fos ‏ (Fos وFOSL1 وFOSL2 وFOSB وΔفوسبِ) يُعبر عنها معا، مع زيادة قليلة في التعبير عن Δفوسبِ.[8]
2. ↑  وفقا لمراجعتين طبيتين، دلتا فوسبِ له دور في التسبب في زيادة وإنقاص التعبير عن الدينوفرين في دراسات مختلفة،[5][14] ولا تعكس مدخلات هذا الجدول سوى الزيادات.
3. ↑  التميز المرغِّب أو "التميز المحفِّز" لمكافأة هو سمة "الرغبة" أو "الابتغاء" التي تتضمن مكونا محفزا يُعيّنه الدماغ للمنبه المكافئ.[15][16] ونتيجة لذلك يعمل التميز المرغب "كمغناطيس" للمنبه يجلب الانتباه إليه ويسبب التقرب والسعي للحصول عليه.[15]
4. ↑  بعبارة أبسط، يعني ذلك أنه حين يَعتَبر الدماغ الجنس أو الأمفيتامين أكثر جاذبية أو إغراءً عبر تحسس المكافأة، فإن هذا التأثير يحدث مع الآخر كذلك.